# Harvos
Harvos a Csillagok háborúja elképzelt univerzumának egyik szereplője.

## Leírása
Harvos a nelvaan fajba tartozó férfi, aki a Rokrul nevű falu harcosa és cserkésze. Bőrszíne szürkéskék. Szem- és hajszíne fekete. Természetes állapotban körülbelül 2 méter magas és izmos testű volt, de miután a Techno Unió tudósainak a fogágába került és azok elkezdték átalakítani, Harvos 3 méter magassá vált, és kövér testalkatot kapott. Metszőfogai patkányszerűen kiálltak; de mivel a mutációs kísérlet, Anakin közbelépésének köszönhetően nem teljesült be, Harvos átmeneti állapotot képez a természetes nelvaanok és a mutáció folyamatán átment harcostársai között. A sikeresen átalakított mutáns nelvaanok jobb kezére puskaszerű fegyvert szereltek a Konföderáció tudósai. A felkelés után a mutáns nelvaanok letépték a fegyvereiket a karjaikról.

## Megjelenése a filmekben
Harvost a „Csillagok háborúja: Klónok háborúja” című amerikai rajzfilmsorozat 24. és 25. részeiben láthatjuk. Skywalker miután felfedezi a laboratóriumot, rátámad a tudósokra. A szeparatisták ekkor ráuszítják a mutáns nelvaanokat a jedire. Harvos éppen eközben esik át a mutációs kísérleten, de nem tűri, hogy társai Anakinra támadjanak. Összeszedi az összes erejét és kitör az átalakító tartályból, de már részben ő is átalakult. A harc után Harvos, a jedi és nelvaan harcostársai visszatérnek a faluba, ahol először aggállyal fogadják őket, de végül örömmel üdvözlik a falu férfijait.
Harvos neve talán a magyar „harcos” szóból ered.

## Fordítás
- Ez a szócikk részben vagy egészben a Harvos című Wookieepedia-szócikk fordítása. Az eredeti cikk szerkesztőit annak laptörténete sorolja fel.